# Lista över vägar i Georgien
I Georgiens vägnät (georgiska: საქართველოს საავტომობილო გზები, Sakartvelos saavtomobilo gzebi) har de största vägarna beteckningar enligt följande:
- ს-vägar (S-vägar) är vägar av internationell betydelse (საერთაშორისო მნიშვნელობის გზა, saertasjoriso mnisjvnelobis gza). Det finns i landet totalt 13 av dessa vägar, från ს 1 (S 1) till ს 13 (S 13).
- შ-vägar (Sj-vägar) är vägar av inrikes betydelse (შიდასახელმწიფოებრივი მნიშვნელობის გზა, sjidasachelmtsipoebrivi mnisjvnelobis gza)

## Lista över ს-vägar med orter

ს-vägar i Georgien

- – Tbilisi - Gori - Chasjuri - Zestaponi - Kutaisi - Samtredia - Senaki - Zugdidi - Gali - Otjamtjire - Suchumi - Gudauta - Gagra - Leselidze  landgräns till Ryssland

- – Senaki - Poti - Ureki - Kobuleti - Machindzjauri - Batumi - Gonio - Sarpi  landgräns till Turkiet

- – Mtscheta - Zjinvali - Ananuri - Pasanauri - Gudauri - Gori - Stepantsminda  landgräns till Ryssland

- – Tbilisi - Rustavi - Tsiteli Chidi  landgräns till Azerbajdzjan

- – Tbilisi - Sartitjala - Sagaredzjo - Dadiauri - Tjalaubani - Bakurtsiche - Tsnori - Ninigori - Lagodechi  landgräns till Azerbajdzjan

- – Tbilisi - Marneuli - Bolnisi - Kazreti - Dmanisi - Saatlo  landgräns till Armenien

- – Sjulakeri - Sadachlo  landgräns till Armenien

- – Chasjuri - Bordzjomi - Achaltsiche - Vale  landgräns till Turkiet

- – Tbilisis stadsväg

- – Gori - Karaleti - Tschinvali - Didi Gupta - Dzjava - Roki  landgräns till Ryssland, anslutning till Rokitunneln

- – Achaltsiche - Achalkalaki - Ninotsminda  landgräns till Armenien

- – Samtredia - Lantjchuti - Grigoleti

- – Achalkalaki - Kartsachisjön  landgräns till Turkiet